# Conus sieboldii
Conus sieboldii é uma espécie de gastrópode do gênero Conus, pertencente a família Conidae.